# Premio César onorario
Il premio César onorario (César d'honneur) è un premio cinematografico francese assegnato annualmente dall'Académie des arts et techniques du cinéma a partire dal 1976.

## Albo d'oro

### Anni 1976-1979
- 1976: Ingrid Bergman e Diana Ross
- 1977: Henri Langlois e Jacques Tati
- 1978: Robert Dorfmann
- 1979: Marcel Carné, Charles Vanel e Walt Disney (postumo)

### Anni 1980-1989
- 1980: Pierre Braunberger, Kirk Douglas e Louis de Funès
- 1981: Marcel Pagnol
- 1982: Georges Dancigers, Alexandre Mnouchkine e Andrzej Wajda
- 1983: non assegnato
- 1984: René Clément, Georges de Beauregard e Edwige Feuillère
- 1985: Christian-Jaque, Danielle Darrieux, Christine Gouze-Renal e Alain Poiré
- 1986: Bette Davis, Jean Delannoy e Maurice Jarre
- 1987: Jean-Luc Godard
- 1988: Serge Silberman
- 1989: Bernard Blier e Paul Grimault

### Anni 1990-1999
- 1990: Gérard Philipe (postumo)
- 1991: Jean-Pierre Aumont e Sophia Loren
- 1992: Michèle Morgan e Sylvester Stallone
- 1993: Jean Marais, Marcello Mastroianni e Gérard Oury
- 1994: Jean Carmet
- 1995: Jeanne Moreau, Gregory Peck e Steven Spielberg
- 1996: Lauren Bacall e Henri Verneuil
- 1997: Charles Aznavour e Jean-Luc Godard
- 1998: Michael Douglas e Clint Eastwood
- 1999: Pedro Almodóvar, Johnny Depp e Jean Rochefort

### Anni 2000-2009
- 2000: Josiane Balasko, Georges Cravenne, Jean-Pierre Léaud e Martin Scorsese
- 2001: Darry Cowl, Charlotte Rampling e Agnès Varda
- 2002: Anouk Aimée, Jeremy Irons e Claude Rich
- 2003: Bernadette Lafont, Spike Lee e Meryl Streep
- 2004: Micheline Presle
- 2005: Jacques Dutronc e Will Smith
- 2006: Hugh Grant e Pierre Richard
- 2007: Marlène Jobert e Jude Law
- 2008: Roberto Benigni e Jeanne Moreau
- 2009: Dustin Hoffman

### Anni 2010-2019
- 2010: Harrison Ford
- 2011: Quentin Tarantino
- 2012: Kate Winslet
- 2013: Kevin Costner
- 2014: Scarlett Johansson
- 2015: Sean Penn
- 2016: Michael Douglas[1]
- 2017: George Clooney
- 2018: Penélope Cruz
- 2019: Robert Redford

### Anni 2020-2029
- 2020: Inizialmente assegnato a Brad Pitt che non accetta e quindi non assegnato.[2]
- 2021: Café Teatro Le Splendid, Josiane Balasko, Michel Blanc, Marie-Anne Chazel, Christian Clavier, Gérard Jugnot, Thierry Lhermitte, Bruno Moynot, Jean-Pierre Bacri (postumo)
- 2022: Cate Blanchett
- 2023: David Fincher
- 2024: Agnès Jaoui e Christopher Nolan
- 2025: Costa-Gavras e Julia Roberts